# 흑갈색은 헤이즐넛
흑갈색은 헤이즐넛 또는 흑갈색은 개암나무열매(Schwarzbraun ist die Haselnuss)는 독일군의 군가이다. 곡은 1800년대에 작곡되었으며, 독일 국방군, 특히 육군에 의해 사용되었다. "개암나무"는 한국·일본·중국 등지에 분포하는 낙엽 활엽관목이다.

## 개요
곡이 작곡된 정확한 연도는 1800년대이다. 경쾌하며 웅장한 것이 특징이다.

## 가사
Schwarzbraun ist die Haselnuss,

Schwarzbraun bin auch ich, ja bin auch ich.

Schwarzbraun muss mein Mädel sein,

Gerade so wie ich!

[후렴]

Juvi du juvi duvi di ha ha ha

Juvi du juvi duvi di ha ha ha

Juvi du juvi duvi di ha ha ha

Juvi du juvi duvi di

Mädel hat mir Busserl geb'n,

Hat mich schwer gekränkt, ja schwer gekränkt.

Hab ich's ihr gleich wiedergeb'n,

Ich nehm ja nichts geschenkt.

Mädel hat nicht Hof noch Haus,

Mädel hat kein Geld, ja hat kein Geld,

Doch ich geb' sie nicht heraus 

für alles in der Welt.

|
개암나무열매는 흑갈색이고,

나 또한 흑갈색, 나 또한 그래

흑갈색은 내 애인 이여야해,

나 처럼!

두비 디 두비 두비 디 하 하 하

두비 디 두비 두비 디 하 하 하!

두비 디 두비 두비 디 하 하 하

두비 디 두비 두비 디!

소녀가 내게 해준 입맞춤은,

나를 상처받게 했어, 정말 심각하게.

내가 그녀에게 그걸 다시 줄 때,

난 아무것도 그냥 가지지 않을거야

두비 디 두비 두비 디 하 하 하

두비 디 두비 두비 디 하 하 하!

두비 디 두비 두비 디 하 하 하

두비 디 두비 두비 디!

소녀는 마당이나 집이 없고,

소녀는 돈이 없고, 그래 돈이 없지,

하지만 난 그런 그녀를 내주지 않아

이 세상 모든 것에게.

두비 디 두비 두비 디 하 하 하

두비 디 두비 두비 디 하 하 하!

두비 디 두비 두비 디 하 하 하

두비 디 두비 두비 디!

개암나무열매는 흑갈색이고,

나 또한 흑갈색, 나 또한 그래

흑갈색은 내 애인 이여야해,

나 처럼!

두비 디 두비 두비 디 하 하 하

두비 디 두비 두비 디 하 하 하!

두비 디 두비 두비 디 하 하 하

두비 디 두비 두비 디!